# Asan Krueng Kreh
Asan Krueng Kreh is een bestuurslaag in het regentschap Aceh Utara van de provincie Atjeh, Indonesië. Asan Krueng Kreh telt 274 inwoners (volkstelling 2010).